# Antennaerenea niveosignata
Antennaerenea niveosignata là một loài bọ cánh cứng trong họ Cerambycidae.